# Stanisław Rachalewski
Stanisław Rachalewski (ur. 5 listopada 1900 w Łodzi, zm. w 1945 w KL Flossenbürg) – polski dziennikarz i publicysta.

## Życiorys
Rachalewski był absolwentem prywatnego gimnazjum A. Zimowskiego w Łodzi. Uczestniczył w 1920 w wojnie polsko-bolszewickiej jako ochotnik w ramach 203 pułku ułanów. Został ranny pod Ciechanowem. Następnie podjął studia na Wydziale Prawa Uniwersytetu Warszawskiego, których nie ukończył. W 1923 został sekretarzem redakcji „Kuriera Łódzkiego” oraz kierował działem literackim i lokalnym gazety. Ponadto należał do zarządu Aeroklubu Łódzkiego (1936), Sekcji Organizacyjnej Obozu Zjednoczenia Narodowego, Towarzystwa Śpiewaczego im. S. Moniuszki w Łodzi, a także Komitetu Budowy Domu–Pomnika im. marsz. J. Piłsudskiego i Syndykatu Dziennikarzy Łódzkich. Od 1938 pracował jako referent prasowy w Wydziale Prezydialnym Zarządu Miasta Łodzi. Był autorem pierwszego przewodnika po Starym Cmentarzu w Łodzi, pt. „Zastygły nurt życia. Łódź, która odeszła” (Łódź 1938) oraz tworzył teksty do słuchowisk radiowych Rozgłośni Łódzkiej Polskiego Radia, m.in.: „Łódź nasza, Łódź nasza kochana” (1936) i „Gdy król Jagiełło do tuszyńskich zaglądał kniei” (1938). Był współzałożycielem Towarzystwa Przyjaciół Łodzi (1937).
Podczas II wojny światowej aresztowany 9 listopada 1939 roku przez Gestapo. Wraz z nim aresztowano jego 2 przyjaciół i dziennikarzy: Stanisława Sapocińskiego, Szymona Glücka. Po zatrzymaniu mężczyzn przetrzymywano w obozie na Radogoszczu. Według dziennikarza Adama Ochockiego, osobą, która wpłynęła na aresztowanie dziennikarzy był dziennikarz Adolf Kargel, redaktor naczelny „Freie Presse”, które po zajęciu Łodzi przez Niemców wznowiono i przekształcono w „Deutsche Lodzer Zeitung” (od kwietnia 1940 „Litzmannstädter Zeitung”). Miał on dostarczyć Gestapo listę 77 Polaków, Żydów i Niemców – członków Syndykatu Dziennikarzy Łódzkich wraz z miejscem zatrudnienia i zamieszkania. Część z wówczas zatrzymanych została rozstrzelana w lesie na Brusie.
Rachalewskiego przetrzymywano na Radogoszczu pod zarzutem nienawiści do Niemców. Celem odparcia zarzutów wskazał na swoją książkę „Zastygły nurt życia…”, w której wskazywał na znaczący udział Niemców w rozwoju Łodzi. Zwolniony z aresztu 9 grudnia 1939. Następnie wyjechał do Warszawy. Po upadku powstania warszawskiego został wywieziony wraz z ludnością cywilną do KL Flossenbürg, gdzie zmarł w 1945.
W części rzymskokatolickiej Starego Cmentarza w Łodzi znajduje się symboliczna płyta na grobie w kwaterze 2–e.

## Książki
- „Baśń i legenda o Łodzi” (1935)[10]
- „Zastygły nurt życia: Łódź, która odeszła” (1938)[11]
- „Szabla na kilimie. Ze szwadronami 203 pułku ułanów w r. 1920” (1938)[12]